# Eulophia rhodesiaca
Eulophia rhodesiaca är en orkidéart som beskrevs av Rudolf Schlechter. Eulophia rhodesiaca ingår i släktet Eulophia och familjen orkidéer. Inga underarter finns listade i Catalogue of Life.